# Жёлтый (Фёдоровский район)
Жёлтый —опустевший поселок в Фёдоровском районе Саратовской области, до 19 марта 2022 года в составе Никольского муниципального образования (сельского поселения). С 19 марта 2022 года в составе Морцевского муниципального образования.

## География
Находится на расстоянии примерно 27 километров по прямой на юго-восток от районного центра поселка Мокроус. 

## История
Посёлок был основан в 1957 году.

## Население
Постоянное население составляло 18 человека в 2002 году (44% чуваши) ,  0 в 2010.